# Кантабрия
Кантабрия (на испански: Cantabria) e автономна област в Северна Испания, граничаща на запад с област Астурия, на юг с област Кастилия и Леон, на изток със Страната на баските и на север с Бискайския залив. Площта ѝ е 5321 км², а населението 568 091 души (2006). Нейният главен град е Сантандер (Santander). Официалният език е испански.

## Икономика
Има развито промишленост и земеделие. Благодарение на многото валежи се отглеждат зърнени култури, царевица, плодове, картофи и лозя. До голяма степен е развит риболовът, следователно и производството на висококачествени консерви. БВП на областта е 13,590 милиарда евро.

## Информация
1. ↑  www.ine.es